# 徐富新
徐富新，中国足球裁判，隶属北京足协，中超联赛、中甲联赛、中国足协杯主裁判。
有媒体将徐富新称为“嫩哨”，但是其实徐富新早已开始执法中国足球联赛的高级赛事。中超成立之前，至迟2003年徐富新就被列入了执法中国足球甲级联赛（包括甲A和甲B）的裁判名单。2005年执法中甲，2006年起执法中超联赛。
2011年徐富新主吹南昌衡源与广州恒大的比赛时，激起球迷不满，南昌主场的一位球迷DJ带头辱骂徐富新。 此事之后，有媒体戏称徐富新不是第一个被骂的裁判，但“很可能是被骂得最响亮的一个”。